# Zuhair Bakheet
Zuhair Bakheet Bilal (arabisch زهير بخيت بلال, DMG Zuhair Baḫīt Bilāl; * 13. Juli 1967 in Dubai) ist ein ehemaliger Fußballspieler aus den Vereinigten Arabischen Emiraten. Der 112-fache Nationalspieler gehörte 1990 bei der einzigen WM-Teilnahme der Vereinigten Arabischen Emirate zum Aufgebot.

## Karriere

### Verein
Er spielte in seiner gesamten Karriere von 1986 bis 2004 nur bei al-Wasl. In seiner ersten Saison 1986/97 gewann er mit seinem Klub den UAE President’s Cup. Zudem wurde er mit seiner Mannschaft in den Saisons 1987/88, 1991/92, 1996/97 Meister. In der Saison 1992/93 konnte zudem der UAE FA Cup gewonnen werden.

### Nationalmannschaft
Sein erstes Länderspiel war eine 0:3-Niederlage gegen Bulgarien in Doha. Bei der Asienmeisterschaft 1988 in Katar wurde er in zwei Spielen der Gruppenphase eingesetzt. In der Fünfergruppe wurde die Mannschaft am Ende Vierter und qualifizierte sich damit nicht für den weiteren Turnierverlauf. Ebenfalls stand er im Kader der Mannschaft, welche beim Golfpokal 1988 in Saudi-Arabien den zweiten Platz einfuhr. Bei der Weltmeisterschaft 1990 in Italien wurde er in einem Vorrundenspiel der Gruppe D eingesetzt. Die Mannschaft schied dabei mit drei Niederlagen als Gruppenletzter schon in der Vorrunde aus. Im Golfpokal 1990, wurde die Mannschaft mit ihm und nur 4 Punkten am Ende ebenfalls Tabellenletzter.
Bei der Asienmeisterschaft 1992 in Japan wurde er in drei Spielen der Gruppenphase eingesetzt. Dieses Mal kam die Mannschaft dank des gleichen Gruppenergebnis wie Japan weiter. Im Halbfinale scheiterte man dann aber an Saudi-Arabien. Das Spiel um Platz 3 ging dann abschließend noch im Elfmeterschießen gegen China verloren. Im gleichen Jahr belegte er mit seiner Mannschaft beim Golfpokal einen mittleren Tabellenplatz. Beim heimischen Golfpokal 1994 konnte er in den Spielen, in denen er eingesetzt wurde ebenfalls keinen einzigen Sieg feiern.
Bei den Asienmeisterschaften 1996 wurde er dann in zwei Gruppenspielen, als auch im Viertel- sowie Halbfinale eingesetzt. Abschließend kam auch noch ein Einsatz ab der zweiten Halbzeit des Finales dazu. Dieses ging im Elfmeterschießen allerdings gegen Saudi-Arabien verloren. Der Golfpokal 1996 im Oman war dann auch der letzte, an dem er teilgenommen hatte. Aber auch hier war wieder nur ein unterer Tabellenplatz am Ende drin. Sein letztes Länderspiel war dann am 16. Dezember 2002 gegen Ägypten in Abu Dhabi; das Spiel endete mit einem 2:1-Sieg für seine Mannschaft. Am Ende seiner Nationalspielerkarriere sollte er 112 Spiele bestritten und 37 Tore geschossen haben.